# Hanna Romanazzi
Hanna Romanazzi do Vale (Niterói, 4 de abril de 1996) é uma atriz e advogada brasileira.

## Biografia
De ascendência italiana, começou estrelando peças publicitárias infantis. Percebeu que gostaria de continuar à frente das câmeras, mas não apenas como garota-propaganda. Se interessando pelo mundo artístico, decidiu fazer aulas de atuação. Tanto insistiu que seus pais se viram forçados a matriculá-la em um curso. Aos 10 anos, atuou em sua primeira peça de teatro. Em 2008, estreou  na TV, na Rede Globo, em horário nobre, na novela A Favorita. Na trama de João Emanuel Carneiro, ela dava vida a Camila, contracenando com os atores Carmo Della Vecchia e Christine Fernandes, depois vieram trabalhos como a série Ger@l.com e a novela O Astro.
Em 2013, Hanna foi ganhando muitos elogios na pele da vilã Sofia, na vigésima primeira temporada de Malhação. Em 2014, foi convidada pela produção de elenco da novela Alto Astral para uma seleção um tanto quanto inusitada. Ao invés de interpretar um monólogo, lhe foi requisitado apenas desfilar. É que a sua personagem na história, Kitty Santanna, que depois será assumida por Maitê Proença, será uma miss ambiciosa que dá o golpe do baú. Em 2015 foi convidada para fazer uma participação em Babilônia como Cecília, uma garota bonita, bem resolvida e de caráter duvidoso, que está disposta a estremecer o romance de Laís e Rafael. Em 2016, Hanna atuou na minissérie Ligações Perigosas, onde interpretou Sofia, aluna de um colégio religioso e melhor amiga de Cecília. Posteriormente, integrou o elenco de Liberdade, Liberdade, na qual interpretou Gironda, uma das meninas do Cabaré de Virgínia, cafetina e ex-prostituta interpretada por Lília Cabral.

## Vida pessoal
Seu primeiro nome, por ela caracterizado como "diferente", deriva da protagonista do longa-metragem oitentista dirigido por Woody Allen Hanna e suas Irmãs, interpretada pela atriz norte-americana Mia Farrow. Em 2016, após conhecer a ator Daniel Rangel na oficina Trupe Cena feita na Rede Globo, começaram a namorar. O relacionamento chegou ao fim em novembro de 2019. Mas reataram e estão juntos até hoje.

## Filmografia

### Televisão
| Ano  | Título               | Papel                 | Notas              |
| ---- | -------------------- | --------------------- | ------------------ |
| 2008 | A Favorita           | Camila Porto de Souza |                    |
| 2009 | Geral.com            | Rita                  |                    |
| 2011 | O Astro              | Luísa Belucci         |                    |
| 2013 | Malhação             | Sofia Toledo Alende   |                    |
| 2014 | Alto Astral          | Kitty Santana (jovem) | Participação       |
| 2015 | Babilônia            | Cecília               | Participação       |
| 2016 | Ligações Perigosas   | Sofia                 |                    |
| 2016 | Liberdade, Liberdade | Gironda               |                    |
| 2019 | A Divisão            | Camila Couto          | Primeira temporada |
| 2020 | Reality Z            | Jéssica               | Netflix            |
| 2023 | Vai na Fé            | Lumiar (jovem)        | Primeira fase      |

### Cinema
| Ano  | Título                          | Papel         | Notas  |
| ---- | ------------------------------- | ------------- | ------ |
| 2009 | Xuxa em O Mistério de Feiurinha | Filha da Bela |        |
| 2020 | A Divisão: O Filme              | Camila Couto  | [ 15 ] |

### Internet
| Ano  | Título                 | Papel   | Notas                            |
| ---- | ---------------------- | ------- | -------------------------------- |
| 2016 | A Lenda do Mão de Luva | Gironda | spin-off de Liberdade, Liberdade |

## Prêmios e indicações
| Ano  | Prêmio                    | Categoria             | Trabalho indicado | Resultado |
| ---- | ------------------------- | --------------------- | ----------------- | --------- |
| 2009 | Prêmio Contigo! de TV     | Melhor Atriz Infantil | A Favorita        | Indicado  |
| 2010 | Prêmio Contigo! de TV     | Melhor Atriz Infantil | Ger@l.com         | Indicado  |
| 2013 | Prêmio Extra de Televisão | Ídolo Teen            | Malhação          | Indicado  |